# ریگ روان (رمان)
ریگ روان (به انگلیسی: Quicksand) رمانی نوشته استیو تولتز است که در سال ۲۰۱۵ منتشر شده‌است. این کتاب در مورد دو دوست به نام‌های لیام و آلدو است. لیام یک نویسنده و آلدو یک کارآفرینِ شکست خورده‌است و داستان کتاب بیشتر حول آلدو می‌چرخد.
تولتز در مصاحبه ای گفته جزء از کل را دربارهٔ ترس از مرگ و ریگ روان را دربارهٔ ترس از زندگی نوشته‌است.